# Effenricht
Effenricht ist ein Gemeindeteil des Marktes Hohenfels im Landkreis Neumarkt in der Oberpfalz in Bayern.

## Geographische Lage
Der Weiler liegt im Oberpfälzer Jura der Fränkischen Alb ca. 513 m ü. NHN ca. 2,5 km südlich des Tales des Forellenbaches, der in östlicher Richtung der Vils zufließt. Effenricht liegt an der Kreisstraße NM 32.

## Geschichte
In einem Zinsbuch für die bayerische Herrschaft Hohenfels von 1400/10 erscheint der Ort als „Äfenrewt“, wohl im Sinne „Auf der Richt“. 1434 verkaufte Ulrich Kemnather, Herr der Hofmark Lengenfeld, einen Eigenhof und zwei Sölden in Effenricht an Pfalzgraf Johann. 1610 erscheint der Weiler als „Äffenrieth“. Im Ausgang des Alten Reiches, um 1800, unterstand Affenricht mit neun Anwesen einschließlich dem gemeindlichen Hirtenhaus zur Gänze dem oberpfälzischen Pflegamt Hohenfels; Grundherr über einen Halbhof war jedoch das Kloster Pielenhofen.
Im Königreich Bayern wurde um 1810 der Steuerdistrikt Markstetten gebildet und 1811 zum Landgericht Parsberg (später Landkreis Parsberg) gegeben. Zu diesem gehörten die drei Dörfer Markstetten, Affenricht und Haasla, der Weiler Kleinmittersdorf und die Einöden Ammelacker, Ammelhof, Höfla, Friesmühle, Baumühle, Lauf, Schönheim und Unterwahrberg. Mit dem zweiten bayerischen Gemeindeedikt von 1818 wurde daraus eine Ruralgemeinde. In ihr verblieb Affenricht – 1970 in Effenricht umbenannt – bis zur Gebietsreform in Bayern, als die Gemeinde Markstetten zum 1. Mai 1978 in den Markt Hohenfels und damit in den Landkreis Neumarkt i. d. Opf. eingemeindet wurde. Seitdem ist Effenricht ein amtlich benannter Ortsteil von Hohenfels.
Effenricht umfasste
- 1500: 8 Anwesen[8]
- 1622: 7 „Mannschaften“[9]
- 1838: 49 Einwohner, 7 Häuser[10]
- 1861: 52 Einwohner, 18 Gebäude, 1 Kirche[11]
- 1871: 54 Einwohner, 20 Gebäude, 1 Kirche; Großviehbestand 1873: 4 Pferde, 57 Stück Rindvieh[12]
- 1900: 42 Einwohner, 7 Wohngebäude[13]
- 1925: 34 Einwohner, 8 Wohngebäude, 1 Kirche[14]
- 1950: 49 Einwohner, 8 Wohngebäude, 1 Kirche[15]
- 1987: 35 Einwohner, 7 Wohngebäude, 10 Wohnungen[1]

Heute sind – mit der Kirche – elf Hausnummern vergeben.

## Kirchliche Verhältnisse

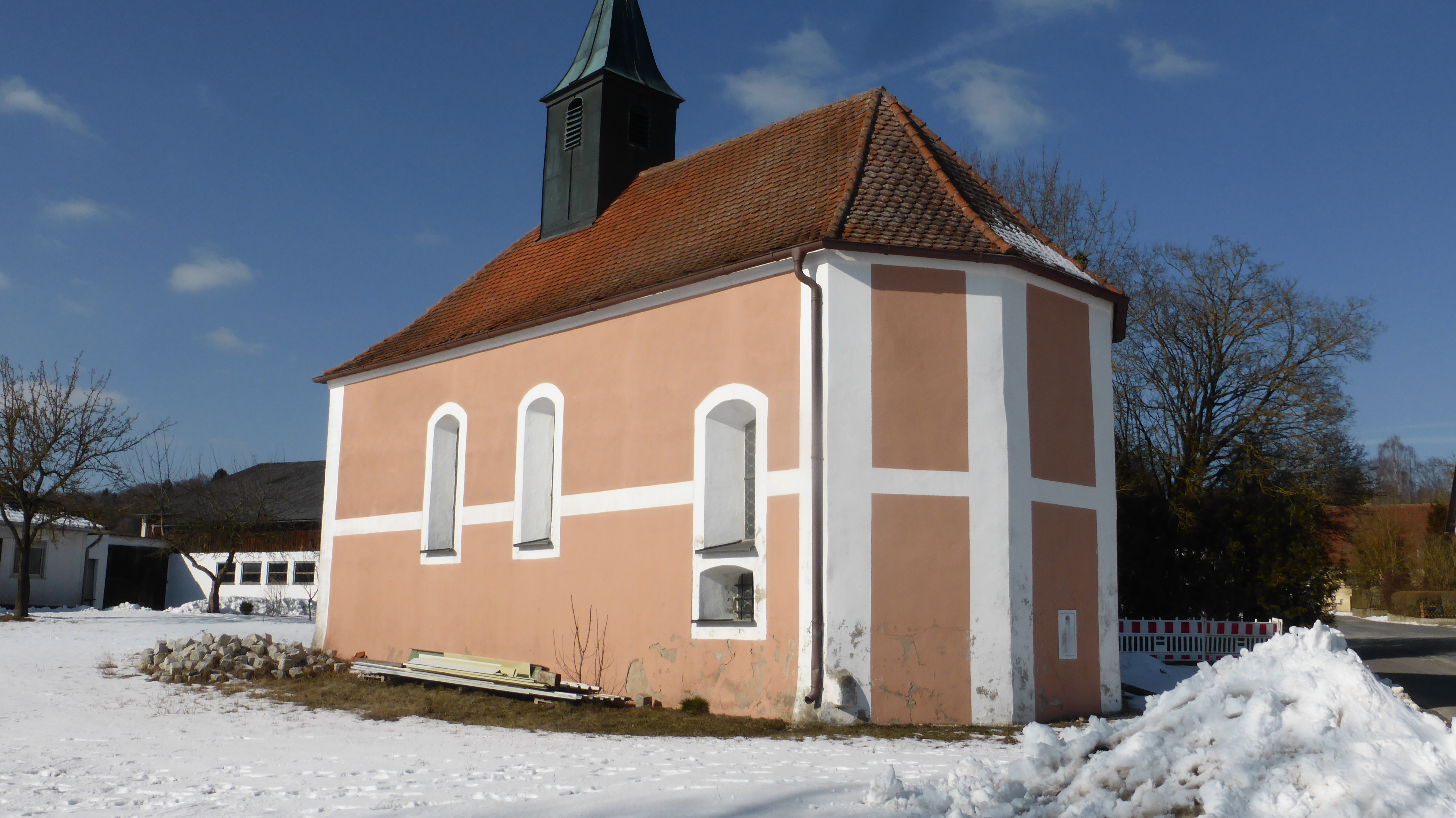
St. Dionysius in Effenricht

Der Weiler gehört seit 1810 als Filiale St. Dionysius zur katholischen Pfarrei St. Ulrich in Hohenfels im Bistum Regensburg; zuvor gehörte die Ansiedelung zur Pfarrei Kallmünz. Nach Hohenfels gingen die Kinder im 19./20. Jahrhundert auch zur Schule. Die Filialkirche, eine Saalkirche mit Dachreiter, wurde um 1720 erbaut. Sie gilt als Baudenkmal.